# Карымка (посёлок)
Карымка — упразднённый посёлок в Улётовском районе Забайкальского края России. На момент упразднения входил в состав Улётовского сельского округа. Упразднен в 2000 году.

## География
Располагался на левом берегу реки Ингода, на расстояние примерно 6 км по прямой к северо-востоку от села Улёты.

## История
По данным 1926 года выселок Верхняя Карымка состоял 2 хозяйств крестьянского типа и проживало 11 человек (5 мужчин и 6 женщин), основное население — русские. В административном отношении входил в состав Улётовского сельсовета Улётовского района Читинского округа Дальневосточного края.
Законом Читинской области от 14 апреля 2000 года № 212-ЗЧО населённый пункт исключен из учётных данных.